# Teatro Nazionale Lettone
Il Teatro Nazionale Lettone (in lettone Latvijas Nacionālais teātris) è un teatro lettone sito nella città di Riga.

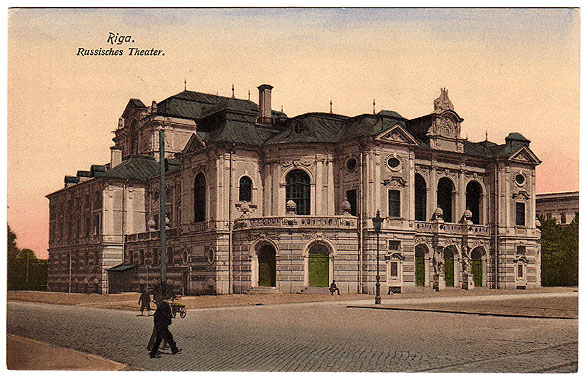
Il fabbricato del Teatro Nazionale Lettone in una cartolina d'antan

Esso venne costruito fra il 1899 ed il 1902 su progetto dell'architetto lettone Augusts Reinbergs, divenendo il secondo teatro della città. Rimase chiuso durante la prima guerra mondiale. Nel 1917 vi fu rappresentato il primo spettacolo in lingua lettone. Il 18 novembre del 1918 fu in questo Teatro che venne dichiarata l'indipendenza della Lettonia.
Il Teatro Nazionale Lettone venne fondato il 30 novembre 1919, appena un anno dopo la dichiarazione di indipendenza del Paese. Il suo primo direttore fu lo scrittore lettone Jānis Akuraters, successivamente capo del dipartimento delle Arti del Ministero della Cultura della Lettonia.